# Chi Cú lửa
Chi Cú lửa (Asio) là một chi chim trong họ Strigidae.
Chúng là các loài chim săn mồi kiểu cú mèo điển hình với túm lông kiểu "tai" đặc trưng. Kích thuóc trung bình, dài 30–46 cm, sải cánh 80–103 cm. Săn các loài động vật nhỏ như chuột hoặc chim nhỏ. Phân bố hầu khắp trên thế giới trừ châu Úc và Nam Cực.

## Các loài
- Asio abyssinicus: Cú lửa tai dài châu Phi
- Asio capensis: Cú lửa đầm lầy
- Asio clamator: Cú lửa sọc - thường được xếp trong chi Pseudoscops hoặc Rhinoptynx
- Asio flammeus: Cú lửa tai ngắn
- Asio otus: Cú lửa tai dài
- Asio stygius: Cú lửa Stygian
- Asio madagascariensis: Cú lửa tai dài Madagascar

Ngoài ra còn 2 loài chưa chắc chắn:
- Asio brevipes
- Asio priscus